# Arkesilaos (Satrap)
Arkesilaos (altgriechisch Ἀρκεσίλαος Arkesílaos; † wohl nach 320 v. Chr.) war ein Statthalter Alexanders des Großen.
Arkesilaos war Makedone und nahm wahrscheinlich am Asienfeldzug Alexanders teil. In den Überlieferungen wird er allerdings nur einmal, nach Alexanders Tod 323 v. Chr., genannt. In der Reichsordnung von Babylon wurde er zum Satrap der Provinz Mesopotamien ernannt.
Die Provinz Mesopotamien wird dabei überhaupt das erste Mal erwähnt, was darauf schließen lässt, dass sie unter der Herrschaft der Achämeniden noch nicht existiert hatte. Es ist aber möglich, dass Alexander nach der Einnahme des Zweistromlandes als Folge der Schlacht von Gaugamela 331 v. Chr. diese Provinz, welche die Verbindungswege zwischen dem nahen Osten und Zentralasien kontrollierte, eingerichtet hatte und sie einem vertrauten Gefolgsmann, vielleicht schon Arkesilaos, zur Verwaltung überließ. Denn in Babylon selbst wurde der Perser Mazaios im Amt belassen, der allerdings noch bei Gaugamela gegen Alexander gekämpft hatte.
Nach dem ersten Diadochenkrieg ernannten die Sieger auf der Konferenz von Triparadeisos 320 v. Chr. den Makedonen Amphimachos zum neuen Satrapen von Mesopotamien. Es ist möglich, dass Arkesilaos ein Anhänger des unterlegenen Reichsregenten Perdikkas war und deshalb seinen Posten räumen musste.